# رونتادور
رِوِنتادور (به اسپانیایی: Reventador) یا ولکان ال رونتادور (به اسپانیایی: Volcán El Reventador) آتشفشانی چینه‌ای به ارتفاع ۳۵۶۲ متر واقع در اکوادور در آمریکای جنوبی است. این آتشفشان یکی از فعالترین آتشفشان‌ها در زنجیرهٔ آتشفشانی این کشور است.

## مشخصات
رونتادور آتشفشانی آندزیتی و پوشیده از جنگل است که در کوه‌های کوردیرا رئال در آند در شرق محور آتشفشانی اصلی قرار دارد. کاسه‌ٔ آتشفشانی‌ای نعلی‌شکل به قطرهای ۶ کیلومتر (شمال‌شرقی – جنوب‌شرقی) و ۴ کیلومتر (شمال-جنوب) در شرق رونتادور و در نتیجهٔ ریزش ساختمان آتشفشان به‌وجود آمده که مخروط آتشفشانی جوان و عاری از پوشش گیاهی‌ای به ارتفاع ۱۳۰۰ متر بخشی از آن را در بر گرفته است. دیواره‌های داخلی این کاسهٔ آتشفشانی بسیار شیب‌دار بوده و چندین جویبار از آن سرچشمه می‌گیرند که پس از پیمودن مسافتی ۴ کیلومتری به سمت جنوب شرقی پایین آتشفشان در نهایت به رود کوکا که در نزدیکی رونتادور جریان دارد می‌ریزند. این کالدرا در عین حال به‌آرامی در حال پر شدن توسط مواد آتشفشانی ناشی از فوران رونتادور است.
گرچه هیچ شهر یا شهرکی در مجاورت رونتادور وجود ندارد اما بزرگراه اصلی‌ای که به میادین نفتی اکوادور می‌رسد به علاوهٔ دو خط لولهٔ انتقال نفت خام و یک خط لولهٔ انتقال نفت پالایش‌شده در شرق کاسهٔ آتشفشانی رونتادور ساخته شده‌اند. این تأسیسات در جریان فوران آتشفشان در سال ۲۰۰۲ به شدت آسیب دیدند.

## فعالیت‌های آتشفشانی
رونتادور یکی از فعالترین آتشفشان‌های اکوادور است و از سال ۱۵۴۱ تا کنون بیش از ۲۴ بار فوران کرده است. این آتشفشان در سدهٔ بیستم بسیار فعال بود و فوران‌های قابل توجه آن در سال‌های ۱۹۲۲، ۱۹۲۶، ۱۹۲۹، ۱۹۳۶، ۱۹۴۴، ۱۹۵۵، ۱۹۵۸، ۱۹۶۰، ۱۹۷۲، ۱۹۷۳-۴ و ۱۹۷۶ اتفاق افتاد.
بزرگترین و شدیدترین فوران رونتادور به‌طور ناگهانی در ۳ نوامبر ۲۰۰۲ و پس از ۲۶ سال عدم فعالیت روی داد به طوری که ارتفاع ستون فوران آتشفشان به ۱۷ کیلومتر می‌رسید و جریان‌های آذآواری مسافتی در حدود ۸ کیلومتر را پیمودند و گدازه از دودکش‌های واقع در دامنه و قلهٔ آتشفشان جریان یافت. پس از گذشت ۳ تا ۴ ساعت، ابر خاکستر به شهر کیتو که در فاصلهٔ ۱۰۰ کیلومتری از آتشفشان قرار داشت رسید و تقریباً باعث بروز تاریکی‌ای مطلق در اواخر بعدازظهر آن روز و تعطیلی فرودگاه بین‌المللی کیتو شد. همچنین در نتیجهٔ این ابر لایه‌ای از خاکستر به ضخامت ۳-۵ میلی‌متر روی هرچیزی را پوشاند. اما شدیدترین ریزش خاکستر در استان‌های پیچینچا، ناپو و سوکومبیوس روی داد و بر اثر سقوط تفرا دو نفر به شدت مجروح شدند. همچنین به منظور پیشگیری از بروز خطرات احتمالی، خطوط انتقال نفت اکوادور بسته شد و دولت آن کشور با اعلام وضعیت اضطراری آمادهٔ تخلیهٔ ۳۰۰۰ نفر از اهالی مناطق نزدیک به آتشفشان گردید.